# Stephan Bocskai

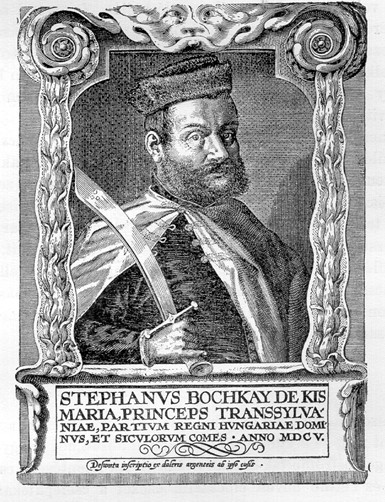
Stephan Bocskai

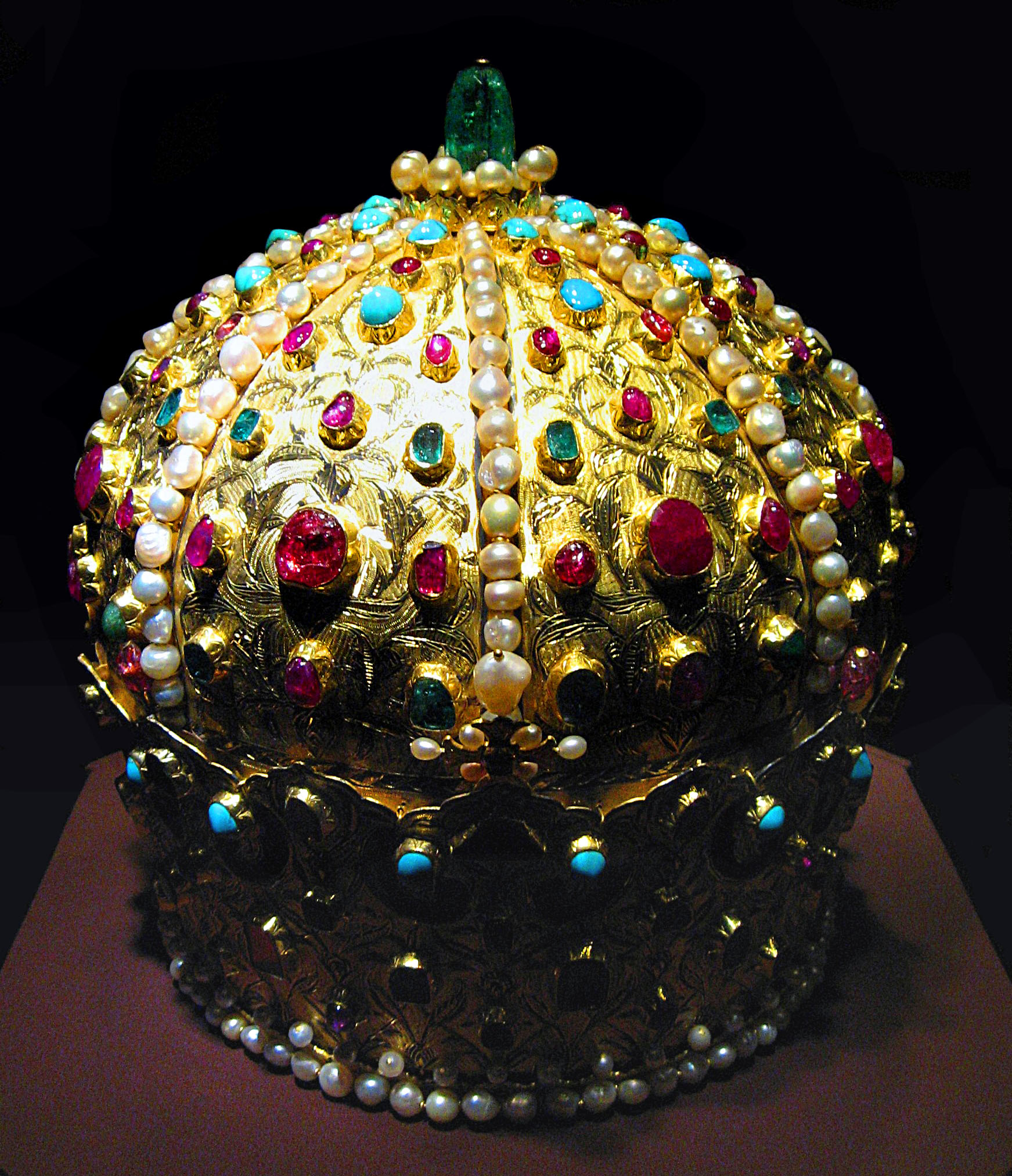
Krone von Stephan Bocskai in der Wiener Schatzkammer

Stephan Bocskai, auch Stefan Bocskay, ungarisch Bocskai István, Aussprache wie Botschkai (* 1. Januar 1557 in Klausenburg; † 29. Dezember 1606 in Kaschau, vermutlich vergiftet), war reformierter Fürst in Siebenbürgen.

## Leben

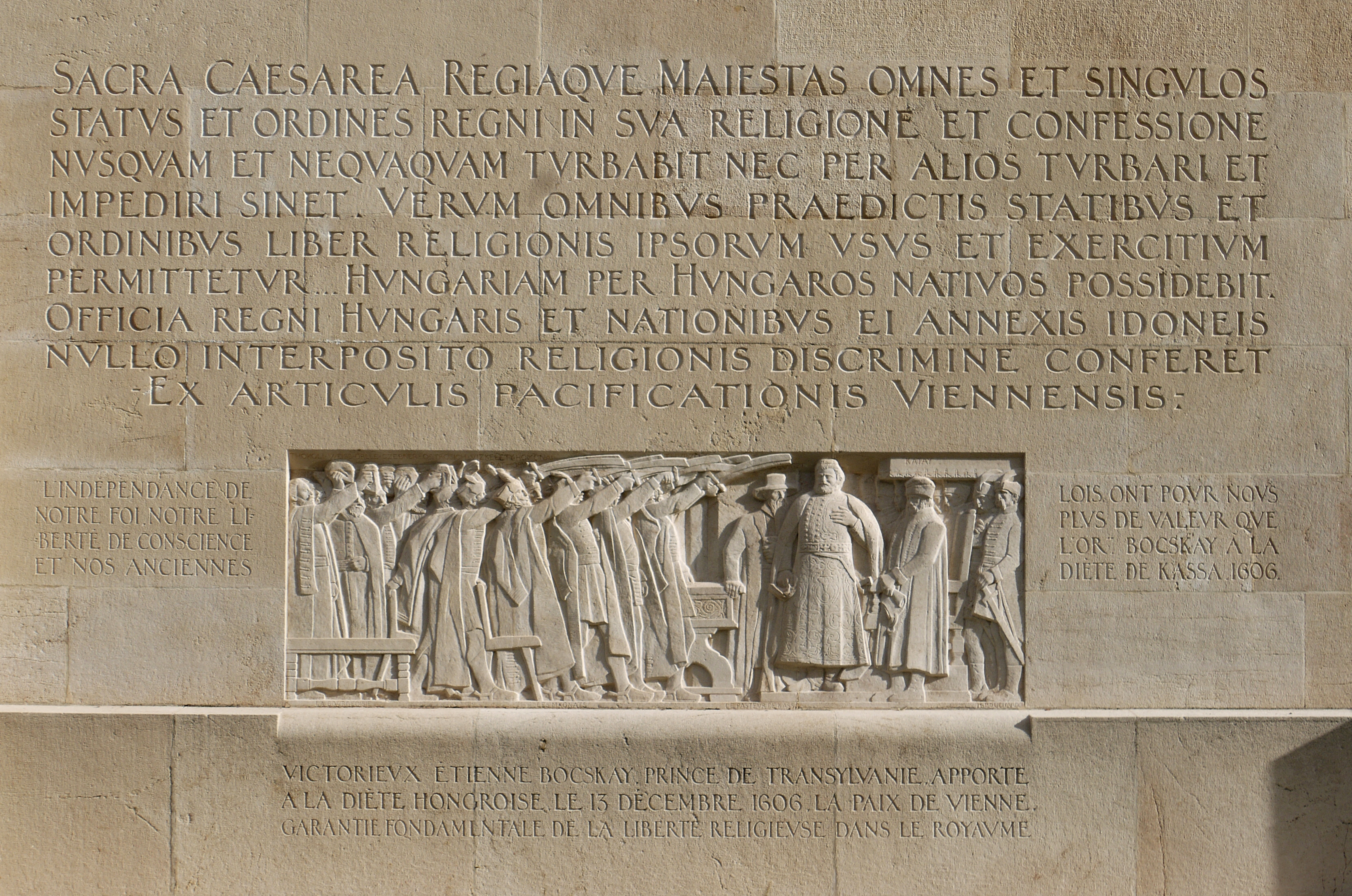
Inschrift in Gedenken an den Frieden von Wien, Reformationsdenkmal (Genf).

Er wuchs am Hofe der Habsburger auf und kehrte nach Siebenbürgen zurück. Von 1592 bis 1598 war er Hauptkapitän der Wardeiner Burg. Er spielte eine wichtige Rolle bei der Verbindung zwischen den Habsburgern und Sigismund Báthory gegen die Türken. Später wandte er sich jedoch enttäuscht von diesem Bündnis ab und führte den 1604 ausgebrochenen ungarischen Aufstand gegen die Habsburger, zu dem ihn Gábor Bethlen gewann. Hintergründe der Aufstände waren auch die Bestrebungen der Gegenreformation und des Wiener Zentralismus. Wichtige Gefolgsleute an seiner Seite waren hierbei die Hajducken.
Der spätere Fürst von Siebenbürgen kämpfte für religiöse Freiheit und die Erhaltung der ungarischen Verfassung. Er führte einen erfolgreichen Feldzug über Oberungarn, wo sich ihm die Adeligen und Städte  anschlossen, eroberte Transdanubien und fiel in Niederösterreich und Mähren ein. Bocskai strebte einen von der Habsburger Herrschaft befreiten osmanischen Vasallenstaat an.
Im Februar 1605 wurde er in Nyárádszereda von den Adligen und mit Unterstützung der Szekler zum Fürsten von Siebenbürgen gewählt und kurz darauf ebenso von den Siebenbürger Sachsen anerkannt. Er erhielt vom Sultan Ahmet I. das eroberte Königreich Ungarn und Siebenbürgen als türkisches Lehen.
Als Bocskai erkannte, dass sich der Pakt mit der Hohen Pforte für die Ungarn weit nicht so vorteilhaft wie erwartet erwies und die Schlagkraft der aufständischen Truppen langsam schwand, wurde 1606 als Kompromiss mit Rudolf II. bzw. dem bevollmächtigten Erzherzog Matthias von Österreich der Wiener Frieden geschlossen. Darin wurde dem Adel, den Städten und den Soldaten der Grenzfestungen die Freiheit zugesichert, sich zwischen dem katholischen, lutherischen oder reformierten Bekenntnis zu entscheiden. Daran erinnert ein Relief am Genfer Reformationsdenkmal, neben dem auch eine Statue von Bocskai steht.
Sein Nachfolger als Fürst wurde Sigismund Rákóczi I.

## Krone Stefan Bocskais
Eine Krone wurde vom Osmanischen Hof in Konstantinopel geschickt, um ihn als Fürsten von Siebenbürgen zu krönen. Die Krone ist eine um 1605 hergestellte türkische Goldarbeit. Sie wurde aus Gold, Rubinen, Spinellen, Smaragden, Türkisen, Perlen und Seide gefertigt. Sie ist 23,2 cm hoch und misst im Durchmesser 18,8–22 cm. Sie hat die Form einer orthodoxen Kappe, wie sie von Geistlichen getragen wird. Das Futteral zur Krone Stefan Bocskais ist, wie die Krone, türkische Handarbeit, und ebenfalls um 1605 hergestellt. Der Stoff ist persisch, um 1600 aus Lampas (Seide), gespannt über Holz mit Silber vergoldet.
Nach Bocskais Tod wurden die Krone und das Futteral vom ungarischen Reichstag Kaiser Matthias übergeben, da sich Bocskais designierter Nachfolger Bálint Drugeth Hommonai nicht hatte durchsetzen können und bald darauf starb. Dies stand auch in Zusammenhang mit dem Frieden von Zsitva-Torok, mit dem die Hoffnungen Bocskais, seine Herrschaft mit osmanischer Hilfe über ganz Ungarn auszudehnen, gescheitert waren. Letztendlich landeten Krone und Futteral in der Wiener Schatzkammer, wo sie heute unter der Inventarnummer SK Inv.-Nr. XIV 25 und SK Inv.-Nr. XIV 184 aufbewahrt sind.